# Erebia pyrrha
Erebia pyrrha är en fjärilsart som beskrevs av Ignaz Schiffermüller 1776. Erebia pyrrha ingår i släktet Erebia och familjen praktfjärilar. Inga underarter finns listade i Catalogue of Life.